# Subsecretaría de Ciencia
La Subsecretaría del Ministerio de Ciencia, Innovación y Universidades de España es el órgano directivo responsable de la administración diaria del Departamento y de prestar apoyo técnico-jurídico a sus órganos.
El actual titular de la subsecretaría es Carlos Marco Estellés.

## Historia
La Subsecretaría se crea por primera vez en 1979, con la creación del Ministerio de Universidades e Investigación, el primer departamento ministerial dedicado únicamente a la investigación científica. Estuvo activa hasta 1981 cuando las competencias científicas se reintegraron en el Ministerio de Educación y fue recuperada de forma breve en el año 2000, en el entonces Ministerio de Ciencia y Tecnología, siendo refundido de nuevo en Educación hasta 2008 que se recupera el Ministerio de Ciencia e Innovación.
A partir de finales de 2011 vuelve a suprimirse al integrarse sus competencias en el Ministerio de Economía y Competitividad hasta junio de 2018, cuando el nuevo Gobierno recupera el Ministerio de Ciencia, Innovación y Universidades.

## Estructura y funciones
Dependen de la Subsecretaría:
- La Secretaría General Técnica.
- El Gabinete Técnico, como órgano de apoyo y asistencia inmediata a la persona titular de la Subsecretaría.
- La Subdirección General de Recursos Humanos e Inspección de Servicios, a la que corresponde gestionar la política de personal del Ministerio, así como las relaciones con sindicatos y otras asociaciones, la inspección general de servicios y la evaluación de las políticas públicas, así como la supervisión de los programas plurianuales.
- La Oficialía Mayor, a la que le corresponde la gestión general del régimen interior y la seguridad del Departamento, así como la gestión patrimonial y la adquisición y mantenimiento de inmuebles, equipamiento y similares.
- La Subdirección General de Gestión Económica, a la que le corresponde la gestión económico-financiera del Departamento y lo relativo a contratación pública.
- La Oficina Presupuestaria que, además de las funciones que le son propias, se encarga de realizar informes económicos sobre la normativa en elaboración, la organización del presupuesto y la supervisión de los recursos financieros del Ministerio.
- La Subdirección General de Fondos Europeos para la Investigación, la Innovación y el ámbito Universitario, a la que le corresponde coordinar los planes y programas europeos que lidere el Ministerio, así como la planificación econímica de los mismos, la supervisión de su desarrollo y realizar la evaluación de los resultados y la justificación de los gastos.
- La División de Tecnologías de la Información, a la que le corresponde el desarrollo de los sistemas de información necesarios para el funcionamiento de los servicios, el impulso de la transformación digital y la innovación en el Departamento, así como la definición de la estrategia sobre tecnologías de la información y las comunicaciones del Ministerio y de sus organismos y entidades.

### Órganos adscritos
- La Abogacía del Estado en el Departamento.
- La Intervención Delegada de la Intervención General de la Administración del Estado en el Departamento.

## Presupuesto
La Subsecretaría del Ministerio de Ciencia e Innovación tiene un presupuesto asignado de 81 799 930 € para el año 2023. De acuerdo con los Presupuestos Generales del Estado para 2023, la Subsecretaría participa en dos programas:
| Nº Programa                           | Programa | Dotación     | Ref.  |
| ------------------------------------- | --- | ------------ | ----- |
| 461M                                  | Dirección y Servicios Generales de Ciencia, Innovación y Universidades                                         | 54 568 800 € | [ 4 ] |
| 461M                                  | Dirección y Servicios Generales de Ciencia, Innovación y Universidades a través del Secretaría General Técnica | 3 093 490 €  | [ 4 ] |
| 463A                                  | Investigación científica                                                                                       | 24 137 640 € | [ 5 ] |
| Total presupuesto de la Subsecretaría | Total presupuesto de la Subsecretaría                                                                          | 81 799 930 € |       |